# (467247) 2016 EK172
(467247) 2016 EK172 es un asteroide perteneciente al cinturón de asteroides, descubierto el 25 de enero de 2006 por el equipo Spacewatch desde el Observatorio Nacional de Kitt Peak (Arizona, Estados Unidos).